# Quatre mendiants
Les quatre mendiants, do francês "Os quatro mendicantes", são uma das treze sobremesas clássicas da gastronomia de Provença. São discos de chocolate cravejados com avelãs, figos, amêndoas e uvas passas. Cada um destes frutos secos representam uma das quatro ordens religiosas mendicantes da Igreja Católica. A referência é feita pelas cores das vestes monásticas: uva passa para Dominicanos, avelã para Agostinianos, figo seco para Franciscanos e amêndoas para Carmelitas.

## Homenagem musical
Gioachino Rossini, compositor e gastrônomo italiano, intitulou um de seus trabalhos para piano de "Quatre mendiants et quatre hors-d'œuvre" (Quatro mendicantes e quatro aperitivos). A peça, assim como o prato, é dividida em quatro partes: 
- figos, em ré maior;
- amêndoas secas, em sol maior,
- uvas, em C maior;
- avelãs, em B menor.